# Gruta de conchas

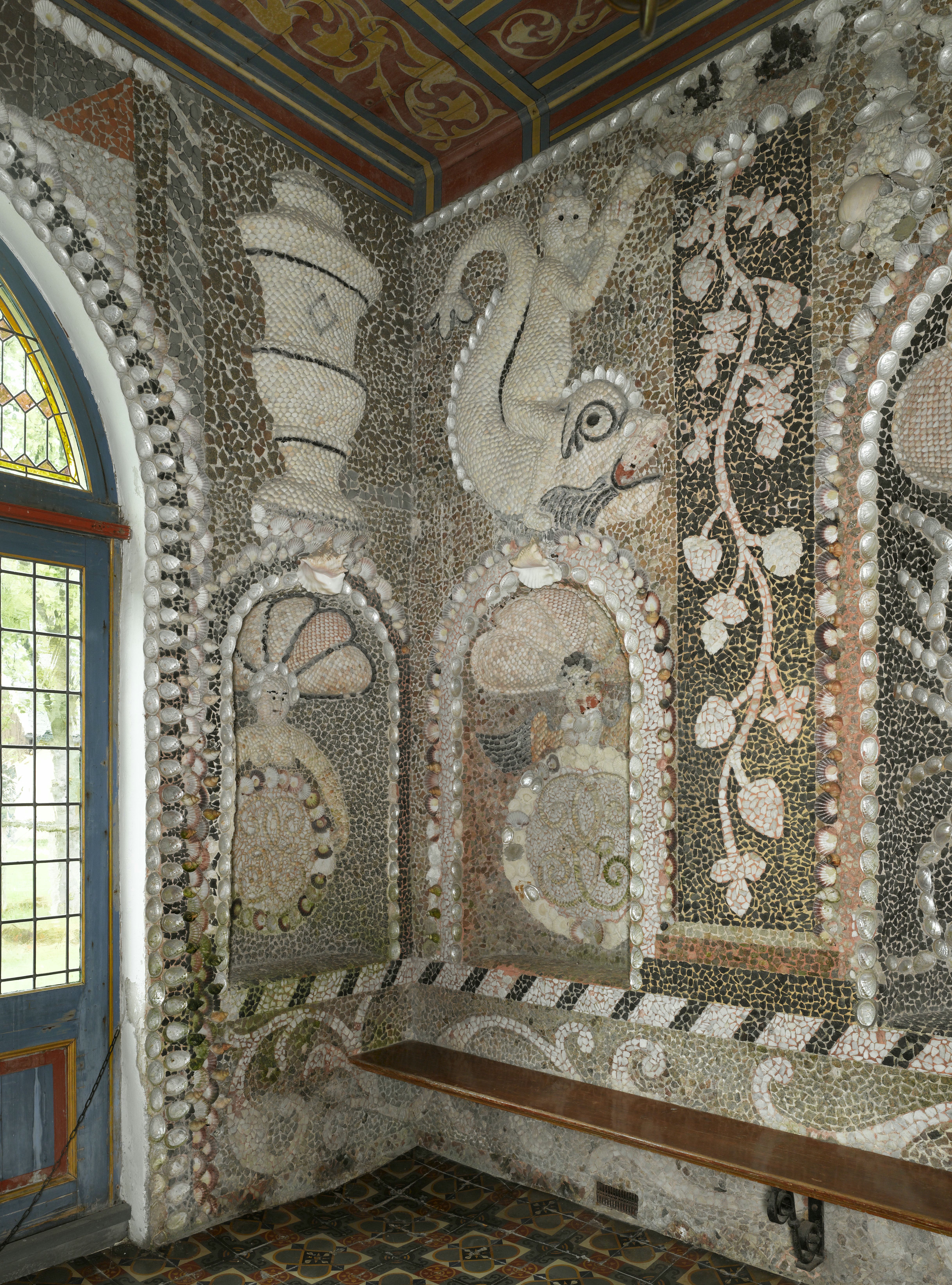
Detalle de la gruta de las Conchas, Nienoord, Países Bajos, en un pabellón rectangular de madera, c. 1700

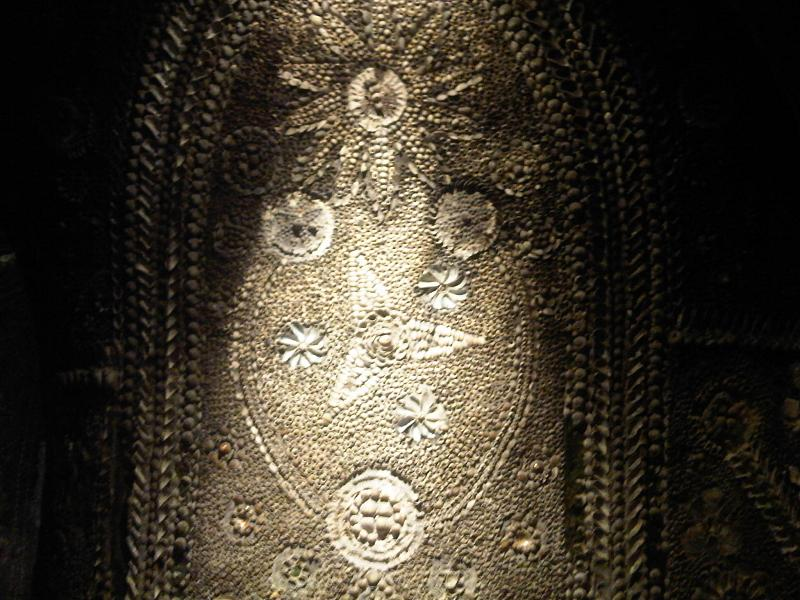
Parte de la gruta de las Conchas en Margate

Una gruta de conchas es un tipo de capricho, una gruta decorada con conchas marinas. La gruta de conchas era un elemento popular en muchas casas de campo británicas de los siglos XVII y XVIII. Se adaptaba a los estilos barroco y rococó (que utilizaban motivos arremolinados similares a las conchas marinas) y a menudo representaba la imitación de características arquitectónicas del Renacimiento italiano (a su vez, copias de la época clásica). La idea de una gruta era originalmente un medio para mejorar un sótano húmedo, o proporcionar una antecámara antes de un piano nobile, pero más tarde se convirtió en una característica del jardín independiente de la casa, a veces en el borde de un lago, con el agua que fluye a través de él.

## Historia
Las primeras grutas eran principalmente de tipo concha, imitando una cueva marina, o en forma de ninfeo. Las conchas solían estar dispuestas siguiendo estrictos patrones de los estilos decorativos contemporáneos utilizados en las yeserías y similares. Más tarde, las grutas se convirtieron en cuevas más naturalistas, que a veces mostraban la influencia temprana del movimiento romántico.

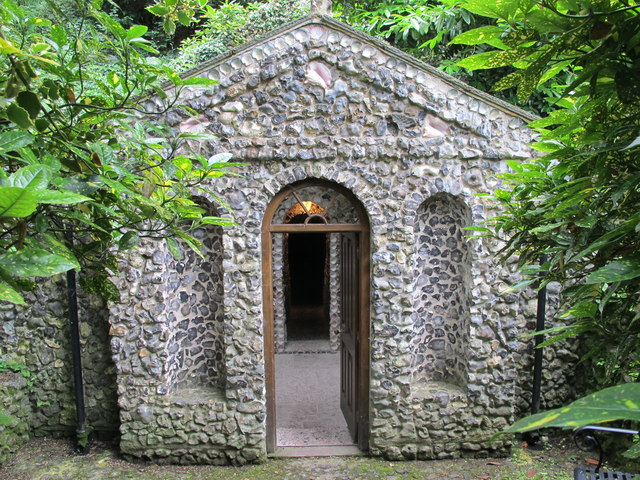
El porche de la gruta de Scott en la actualidad

La primera gruta de conchas registrada en Inglaterra fue en el Palacio de Whitehall ; Jacobo I lo hizo construir en el sótano de Banqueting House en 1624, pero no ha sobrevivido. Dos años más tarde, el duque de Bedford hizo construir una sala de conchas en Woburn Abbey, con mosaicos de conchas y piedra tallada. Este, y otro en el castillo de Skipton , construido en 1627, son los únicos ejemplos sobrevivientes del siglo XVII.

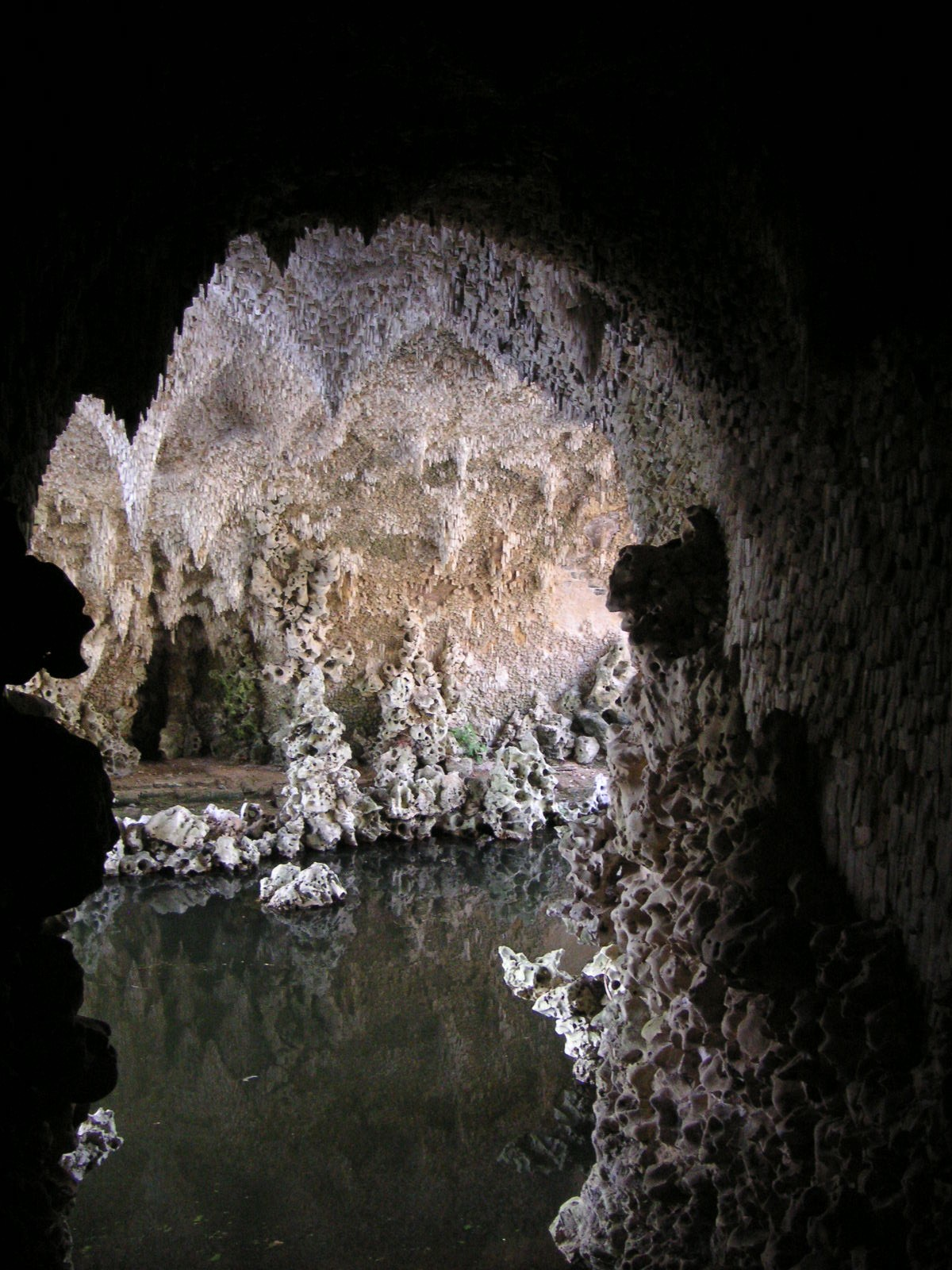
La gruta de Cristal sin conchas en Painshill

Las grutas de conchas eran un lujo muy caro: la gruta de Oatlands Park costó 25.000 libras en 1781 y tardó 11 años en construirse; y en Fisherwick Park el marqués de Donegall gastó 10.000 libras sólo en conchas en 1789. La gruta de Margate tiene 2.000 pies cuadrados o 190 metros cuadrados de mosaico, en el que se utilizaron unos 4,6 millones de conchas.
A finales del siglo XVIII, la moda se trasladó a estructuras más naturalistas en forma de cueva, como la "Gruta de Cristal" de Painshill (Surrey), de roca erosionada y cristal. La mayoría de ellas se encontraban en el exterior, en pabellones de jardín, o se construían como cuevas junto a fuentes de agua. Muchas de ellas fueron demolidas o se han deteriorado, pero se sabe que han sobrevivido unas 200 grutas de todo tipo en el Reino Unido.

## Ejemplos

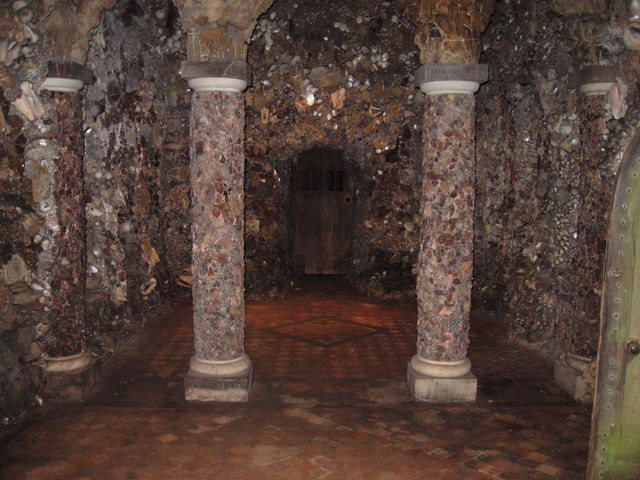
Goldney Hall, Bristol, Inglaterra, iniciada en 1737

- Gruta de las Conchas, Margate, un ejemplo en Margate, Kent, Inglaterra
- Gruta de las Conchas, Pontypool, otra en Pontypool, Gales
- Gruta de Scott, una gruta de conchas en Ware, Hertfordshire, Inglaterra
- La sala de las Conchas en Woburn Abbey, la gruta de conchas más antigua del siglo XVII que se conserva[3]
- La torre este de la puerta de entrada del castillo de Skipton contiene una gruta de conchas del siglo XVII.
- Shell Grotto, Nienoord, un "tesoro" en la finca Nienoord en Leek, Países Bajos, c. 1700
- La gruta de las Conchas en el castillo de Vendeuvre
- La gruta bordeada de conchas en Goldney Hall, Bristol, Inglaterra, iniciada en 1737
- La gruta de las Conchas en la casa de Endsleigh, Inglaterra
- La Gruta en Wanstead Park en Wanstead, Greater London; construido alrededor de 1762 y ahora una ruina.
- Museo Headley-Whitney, en Lexington, Kentucky, EE. UU., donde un antiguo garaje para tres automóviles se transformó en una gruta de conchas[4]
- La casa de las Conchas en Terrington, N Yorkshire, Reino Unido
- La antigua Casa Paua en Bluff, Nueva Zelanda, ahora parcialmente recreada en el Museo de Canterbury, Christchurch.
- Cobertizos de jardinería cubiertos de conchas en Grosvenor Gardens, Londres